# تونيه لوسث
تونيه لوسث (بالنرويجية البوكمول: Tonje Løseth)‏ مواليد 1991 في برجن، هي لاعبة كرة يد نرويجية تلعب كظهير أيسر. مثلت منتخب النرويج لكرة اليد للسيدات.

## روابط خارجية
- تونيه لوسث على موقع الاتحاد الأوروبي لكرة اليد (الإنجليزية)
- تونيه لوسث على موقع الاتحاد النرويجي لكرة اليد (النرويجية)